# Хантингтон (Нью-Йорк)
Хантингтон (англ. Huntington) — город в США, спальный пригород Нью-Йорка. Среди знаменитых уроженцев города — поэт Уолт Уитмен, певицы Мэрайя Кэри и LP

## Общие данные

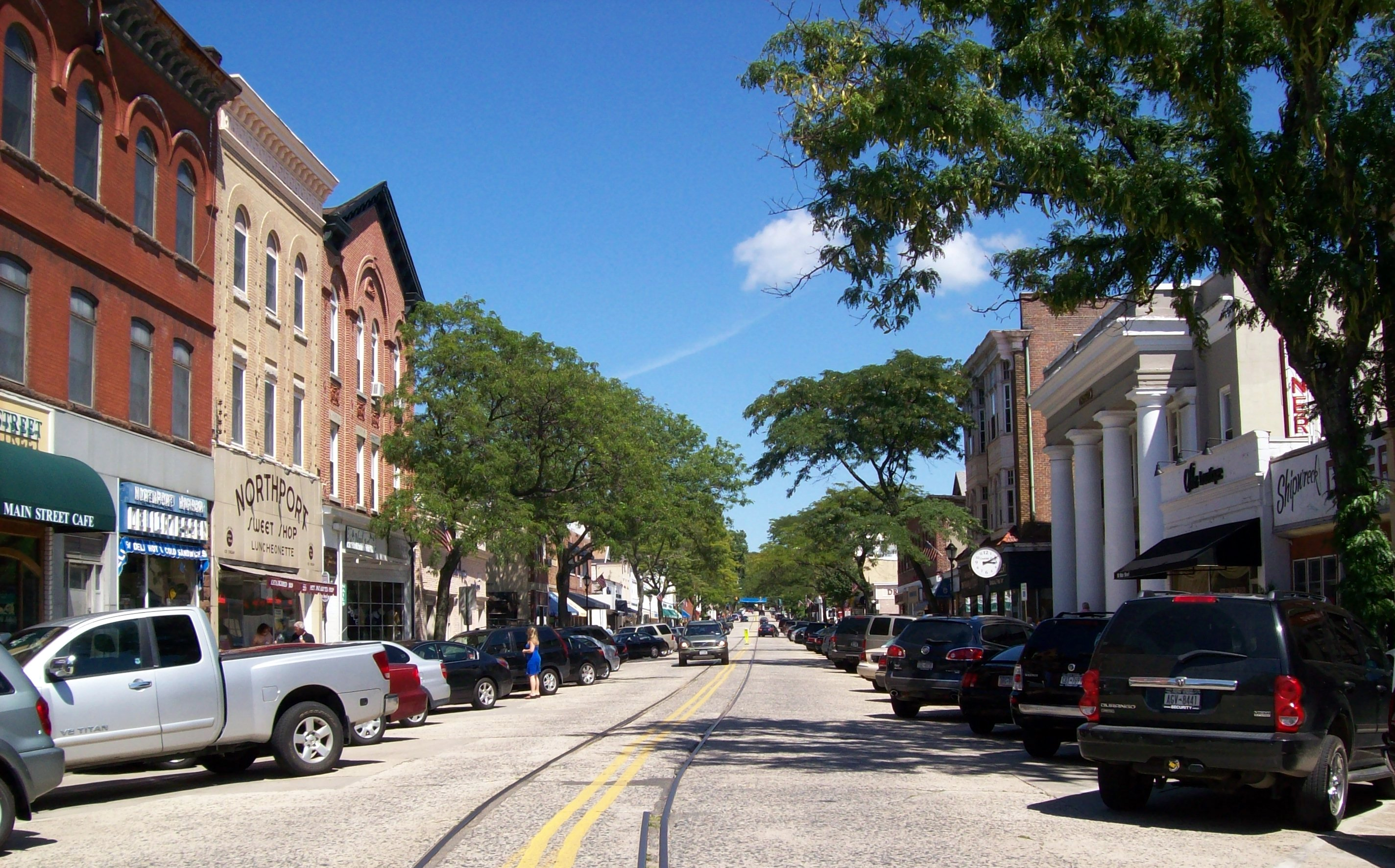
Улица Нортпорт

Площадь города Хантингтон — 355,1 км², это один из самых больших по площади городов штата Нью-Йорк. Численность населения — 195 289 человек (на 2000 год). Плотность населения — 803 чел./км². В расовом отношении: 88,31 % жителей — белые, в том числе 6,58 % — латиноамериканцы; 4,22 % — афроамериканцы; 3,50 % — азиаты. Город подразделяется на 4 района (incorporated villages).

## География
Хантингтон находится в округе Саффолк штата Нью-Йорк, в северо-западной части острова Лонг-Айленд. Своей северной стороной Хантингтон выходит на пролив Лонг-Айленд.